# Gebirgsjägertruppe (Bundeswehr)

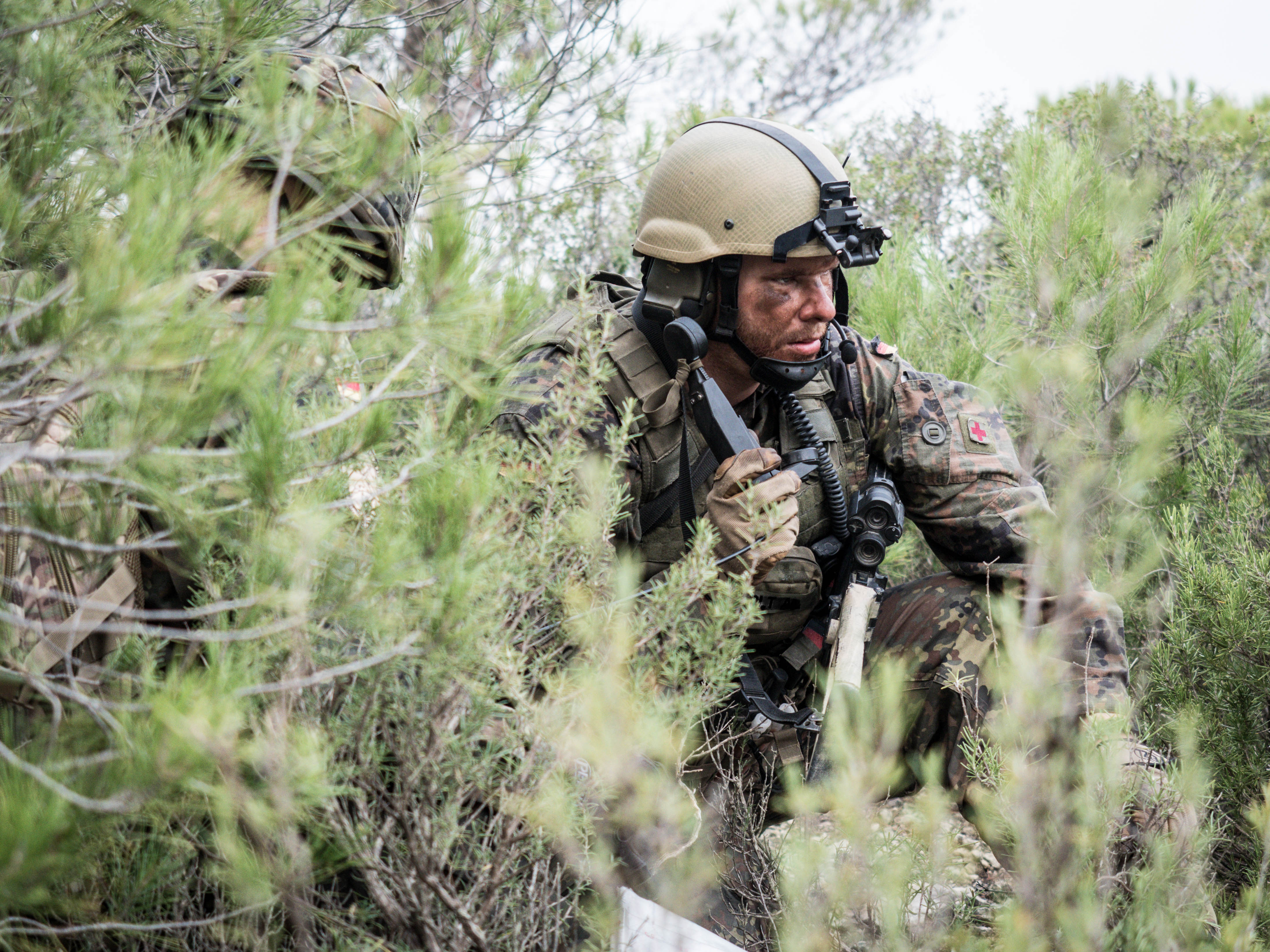
Zugführer der deutschen Gebirgsjäger in San Gregorio, Spanien im Rahmen des NATO-Großmanövers Trident Juncture 2015

Die Gebirgsjägertruppe ist eine Truppengattung im Heer der Bundeswehr und zählt zur Infanterie und Kampftruppe. Sie bildet den infanteristischen Kern der deutschen Gebirgstruppe und zusammen mit der Fallschirmjäger- und der Jägertruppe zum Kampftruppenverbund der Infanterie. Ausrüstung und Ausbildung befähigen sie für den Kampf gegen Infanterie in schwierigem Gelände, insbesondere im Gebirge und unter ungünstigen klimatischen Bedingungen.

## Auftrag
Die Gebirgsjägertruppe wird wie die Jägertruppe eingesetzt und ist ähnlich ausgerüstet. Zusätzlich sind die Gebirgsjäger befähigt, den Kampf besonders im Gebirge und Hochgebirge, unter extremen Bedingungen wie extremer Witterung (mit Schwerpunkt Winter) und im arktischen Gelände, im urbanen Gelände sowie in der Wüste zu führen.
In diesem Gelände führt die Gebirgsjägertruppe den infanteristischen Kampf gegen feindliche Infanterie, bedingt mittels Panzerabwehrwaffen auch gegen gepanzerte Fahrzeuge. Die Versorgung erfolgt abhängig von Gelände, Witterung und Feindlage durch Kraftfahrzeuge, Hubschrauber oder auch Tragtiere, besonders Maultiere. Gebirgsjäger können in unwegsamem Gelände auch durch Heeresflieger angelandet werden.
Die Soldaten der Hochgebirgsjägerzüge sind für den Einsatz im Hochgebirge ausgebildet und ausgerüstet. Sie sind erfahrene Alpinisten und führen allein oder in Kleingruppen ohne weitere Unterstützung Spezialaufträge durch und machen Gelände für nachfolgende Jägerkompanien gangbar. Aufgrund ihrer besonderen Kenntnisse beraten und unterstützen sie die übrigen Gebirgsjäger bei Einsätzen und der Bergrettung im schwierigen alpinen Gelände.

## Geschichte
Nach der Gründung der Bundeswehr kam es 1956 zur Aufstellung der 1. Gebirgsdivision, um der NATO damals einen deutschen Großverband mit Gebirgskampffähigkeit zu bieten. Zu ihr gehörten auch in großem Umfang mechanisierte und gepanzerte Kräfte, so die Panzerbrigade 24 und die 1981 zur Panzergrenadierbrigade 22 umgerüstete Gebirgsjägerbrigade 22. Die Division wurde 2001 in Garmisch-Partenkirchen aufgelöst. 2008 wurde das Gebirgsjägerbataillon 571 der Jägerbrigade 37 in Schneeberg aufgelöst, das als einziges Bataillon der Gebirgsjägertruppe im Erzgebirge stationiert war.
Die Gebirgsjägertruppe ist damit wie vor dem Beitritt der ostdeutschen Länder zur Bundesrepublik 1990 wieder vollständig in Bayern stationiert, allerdings ohne das 1992 in Mittenwald aufgelöste Gebirgsjägerbataillon 234. Die Gebirgsjägertruppe ist seitdem im letzten Großverband der Gebirgstruppe, in der Gebirgsjägerbrigade 23 zusammengefasst.

## Ausbildung

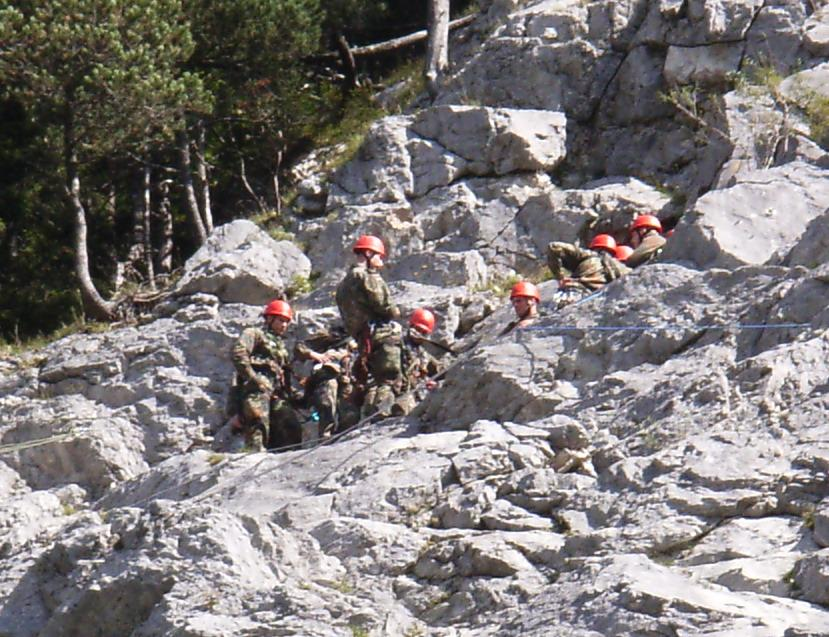
Gebirgsjäger der Bundeswehr bei einer Kletterübung in Mittenwald

Die grundlegenden infanteristischen Fähigkeiten werden den Gebirgsjägern an der Infanterieschule in Hammelburg vermittelt. Spezielle Lehrgänge für den Kampf im besonderen Einsatzumfeld der Gebirgsjägertruppe führt die Gebirgs- und Winterkampfschule in Mittenwald durch. Dieser untersteht der Infanterieschule. Deren Kommandeur ist der General der Infanterie. Dieser ist in besonderer Weise für die Ausbildung der Truppengattungen Jäger-, Fallschirmjäger- und Gebirgsjägertruppe verantwortlich. Für die Weiterentwicklung der Truppengattung ist seit Juni 2013 das Amt für Heeresentwicklung zuständig.
Besonders geeignete und speziell ausgebildete Bergsteiger/Kletterer und Skiläufer sind in drei Hochgebirgsjägerzügen zusammengefasst, von denen jeweils einer bei der Versorgungs- und Unterstützungskompanie jedes Gebirgsjägerbataillons eingegliedert ist. Der Gebirgsdienst und die Ausbildung im Gebirge werden wesentlich durch die Heeresbergführer der Bundeswehr geprägt. Heeresbergführer sind Offiziere und Unteroffiziere der Gebirgstruppe, die in Zweitverwendung für den Dienst im Gebirge eine besondere bergsteigerische und skiläuferische Ausbildung an der Gebirgs- und Winterkampfschule erhalten. Sie stehen den Kommandeuren und Einheitsführern bei Ausbildung und Einsatz im Hochgebirge als Berater zur Seite.

## Organisation

### Einordnung
Die Gebirgsjägertruppe zählt zu den Kampftruppen des Heeres und bildet mit der Fallschirmjägertruppe und der Jägertruppe die Infanterie des Heeres. Die Gebirgsjägertruppe bildet den infanteristischen Kern der deutschen Gebirgstruppe, wobei diese Zugehörigkeit eine Kategorisierung jenseits der offiziellen Truppengattungen des Heeres ist.

### Aktive Truppenteile
|                                                           | Bezeichnung               | Ort                  | Verband                  |
| --------------------------------------------------------- | ------------------------- | -------------------- | ------------------------ |
| Verbandsabzeichen der Gebirgsjägerbrigade 23              | Gebirgsjägerbrigade 23    | Bad Reichenhall      | Division Schnelle Kräfte |
| Internes Verbandsabzeichen des Gebirgsjägerbataillons 231 | Gebirgsjägerbataillon 231 | Bad Reichenhall      | Gebirgsjägerbrigade 23   |
| Internes Verbandsabzeichen des Gebirgsjägerbataillons 232 | Gebirgsjägerbataillon 232 | Bischofswiesen-Strub | Gebirgsjägerbrigade 23   |
| Internes Verbandsabzeichen des Gebirgsjägerbataillons 233 | Gebirgsjägerbataillon 233 | Mittenwald           | Gebirgsjägerbrigade 23   |

## Ausrüstung

### Hauptwaffensystem
Als infanteristische Truppengattung verfügt die Gebirgsjägertruppe über vergleichsweise wenig Großgerät. Als Waffenträger dient der Wiesel. Als Transportfahrzeug im Gebirge dient unter anderem der BV 206 Husky. Das Gebirgsjägerbataillon 231 ersetzt für den Mannschaftstransport den Transportpanzer Fuchs durch den GTK Boxer.

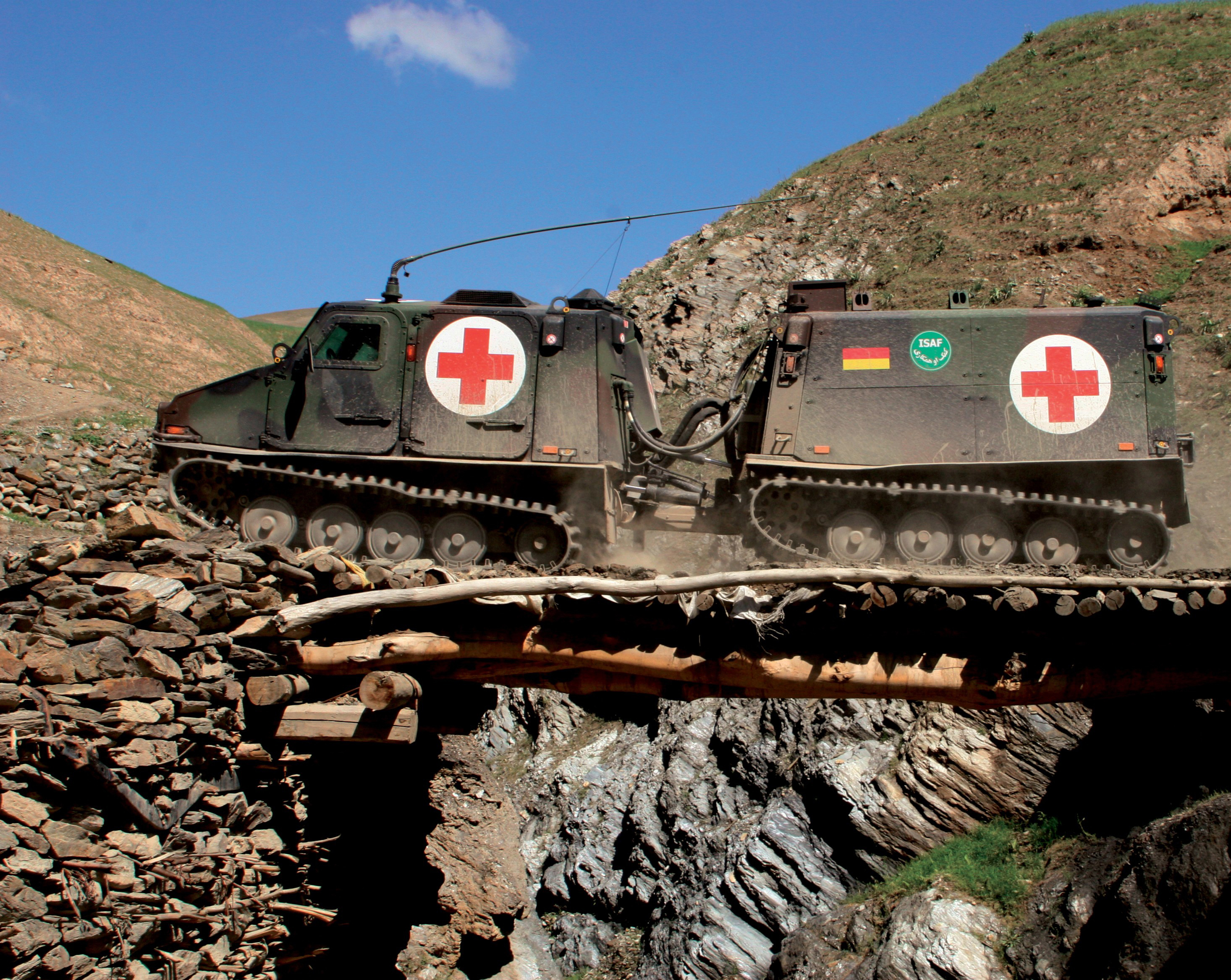
BV 206S als Sanitätsfahrzeug im Einsatz bei der ISAF
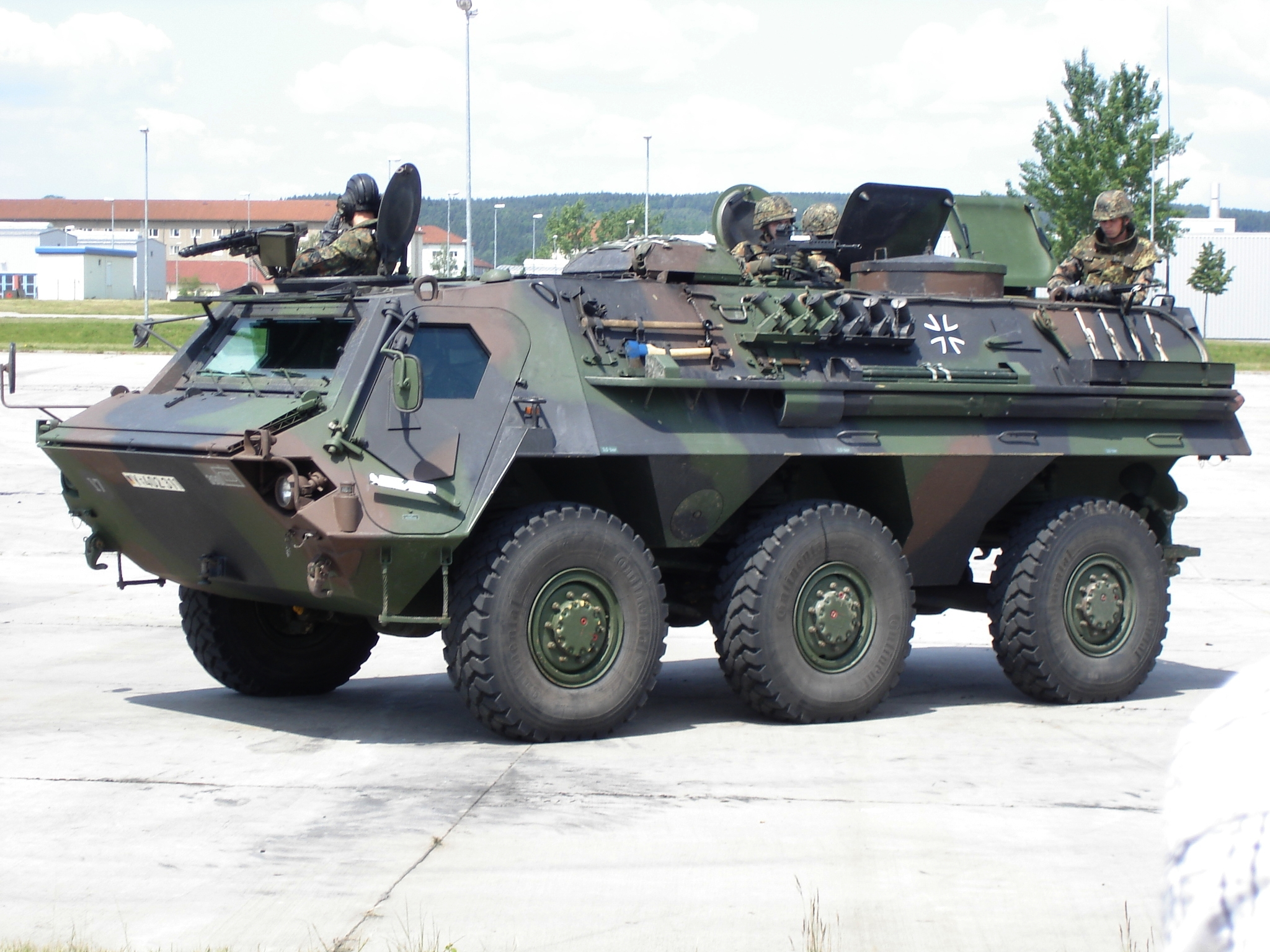
Transportpanzer Fuchs
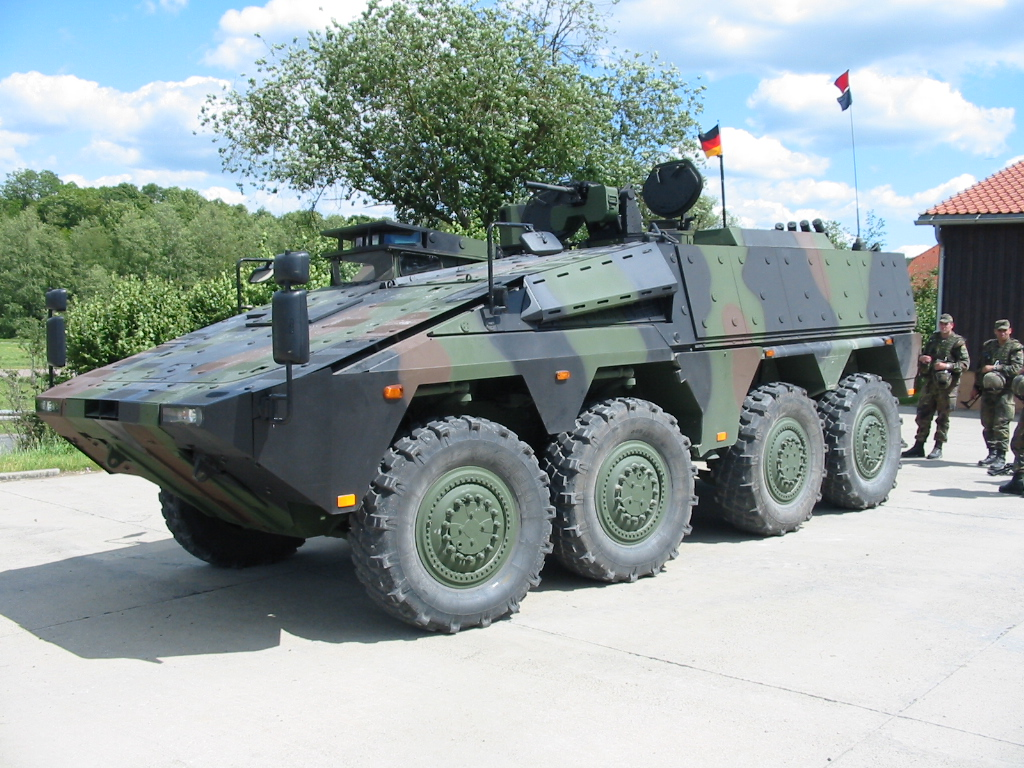
Gepanzertes Transport-Kraftfahrzeug Boxer
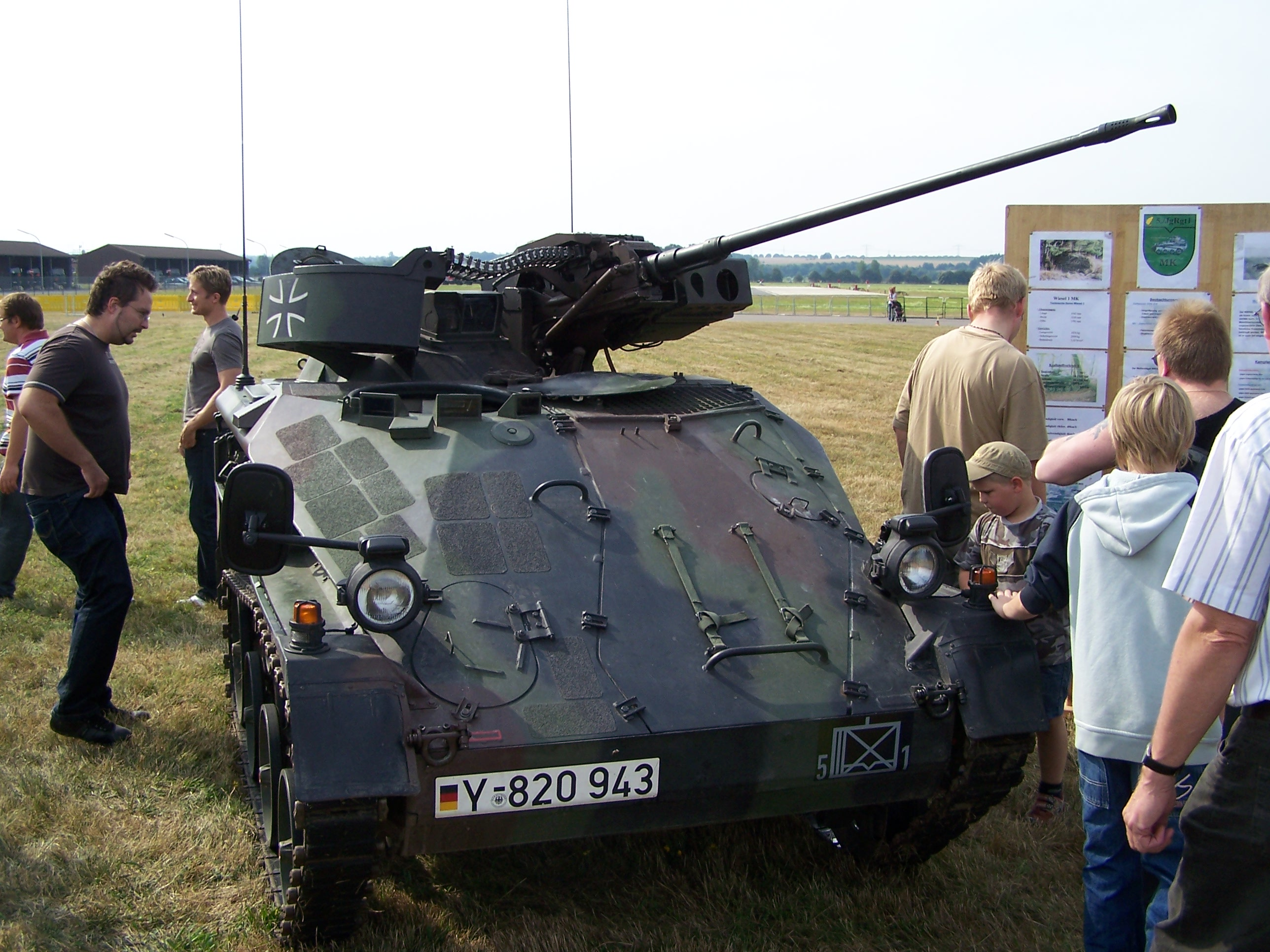
Waffenträger Wiesel

### Uniformen
Die Waffenfarbe der Gebirgsjägertruppe, gezeigt beispielsweise als Farbe der Litzen und Kragenspiegel, ist (Jäger-)Grün. Die Waffenfarbe teilt sich die Gebirgsjägertruppe mit anderen infanteristischen Truppengattungen sowie der Panzergrenadiertruppe. Wie der Großteil der deutschen Gebirgstruppe tragen die Gebirgsjäger eine besondere Uniform:
Dienstanzug ist der Berganzug mit Schibluse, Keilhose und Bergstiefel. Als Kopfbedeckung zum Dienstanzug, außerhalb des Gefechtsdienstes häufig auch zum Feldanzug, wird statt des Baretts die graue Bergmütze getragen. Daran wird das im Ersten Weltkrieg vom österreichisch-ungarischen Oberkommando dem Deutschen Alpenkorps in Anerkennung seiner Unterstützung bei der Sicherung der Grenze zu Italien verliehene Edelweißabzeichen der k.k. Gebirgstruppe als Anstecker getragen. Das Barett gehört in der Regel nicht zur Gebirgsjägeruniform. Nur Gebirgsjäger außerhalb festgelegter Truppenteile tragen Barette, siehe dazu Bemerkungen zur Kopfbedeckung der Gebirgstruppe.

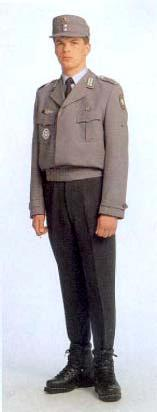
Dienstanzug
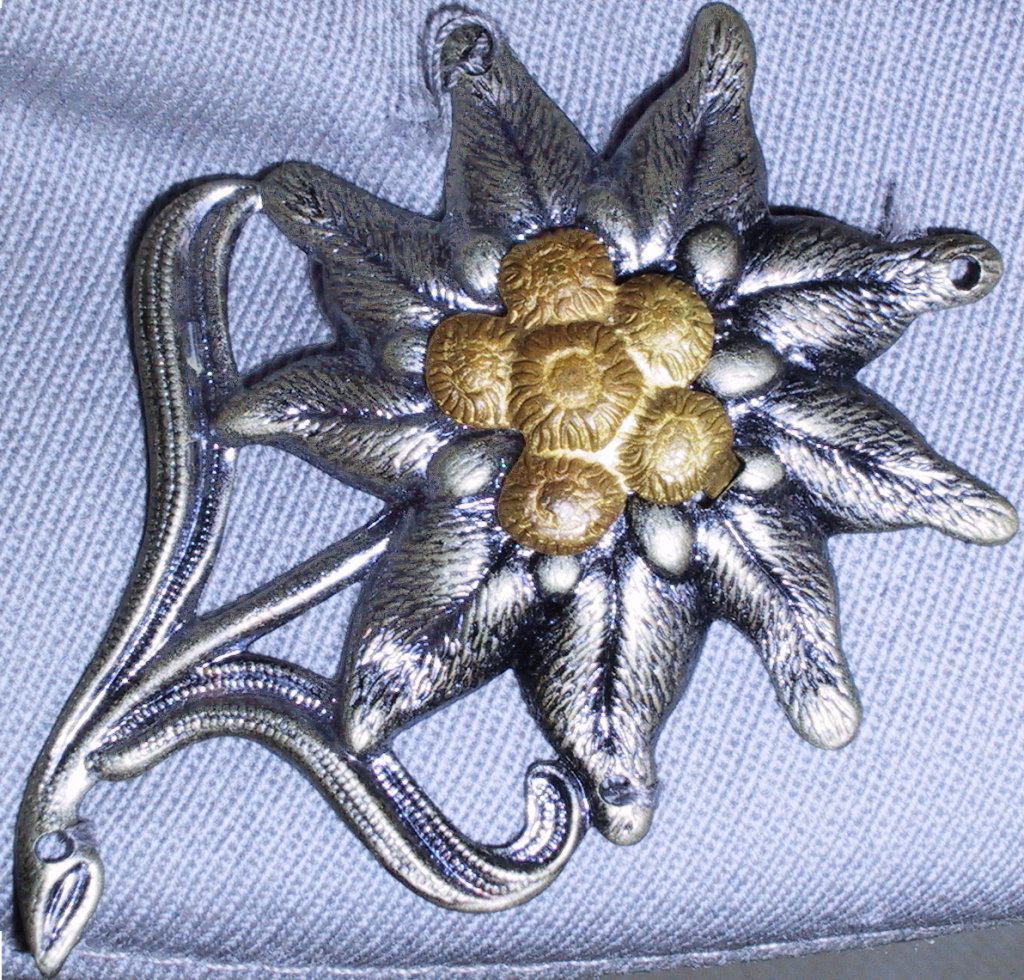
Edelweißanstecker an der Bergmütze
Kragenspiegel
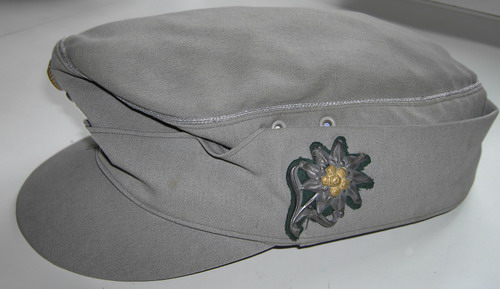
Bergmütze mit Edelweiß und silberner Biese, die den Träger als Offizier unterhalb der Generalität identifiziert

### Taktisches Zeichen
Das taktische Zeichen der Gebirgsjägertruppe besteht dem allgemeinen NATO-Schema folgend aus dem Andreaskreuz und einem kleinen Dreieck am unteren Rand. Das Dreieck im unteren Feld ist ein stilisierter Berg als Hinweis auf das Operationsgebiet im Gebirge. Die meisten taktischen Zeichen der Truppenteile der Gebirgstruppe zeigt dieses Symbol. Das Andreaskreuz ist das Grundzeichen aller Infanterietruppenteile der NATO. Es steht für gekreuzte Gewehre, Schwerter oder Bandeliers.

Taktisches Zeichen der Gebirgsjäger ohne Angaben zur Einheit
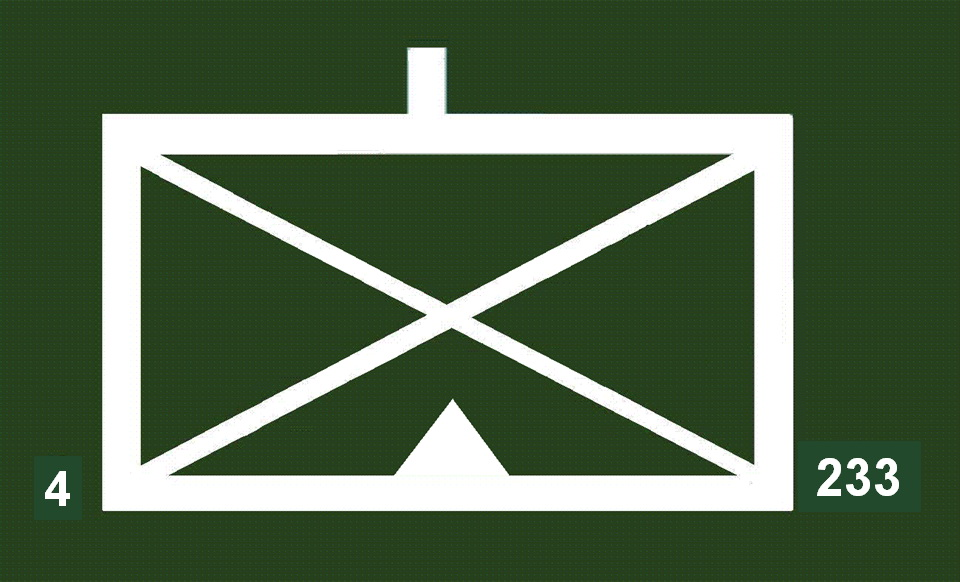
4. Kompanie Gebirgsjägerbataillon 233

## Dienstgradbezeichnungen
Niedrigster Dienstgrad in Truppenteilen der Jäger-, Fallschirm- und Gebirgsjägertruppe ist der Jäger. Er entspricht dem Dienstgrad Schütze, Funker, Panzergrenadier usw. (→ vgl. hier) anderer Truppengattungen. Die übrigen Dienstgrade entsprechen den allgemeinen Dienstgraden der Bundeswehr.
| Mannschaftsdienstgrad |       |                    |
| Niedrigerer Dienstgrad |       | Höherer Dienstgrad |
| - | Jäger | Gefreiter          |
| Dienstgradgruppe: Mannschaften – Unteroffiziere o.P. – Unteroffiziere m.P. – Leutnante – Hauptleute – Stabsoffiziere – Generale |       |                    |